# اسپرینگفیلد (ویرجینیای غربی)
اسپرینگفیلد(به انگلیسی: Springfield) شهری در ایالت ویرجینیای غربی کشور ایالات متحده آمریکا است که جمعیت آن در سرشماری سال ۲۰۱۰ میلادی، ۴۷۷ نفر بوده‌است.